# 林尚进
林尚进（英語：Lim Shang Jin，1989年7月26日—），马来西亚华人YouTuber、自由摄影师，来自槟城，现居雪兰莪蒲种再也。

## 生平
母校为槟城锺灵国民型华文中学，2008年9月17日创建自己的YouTube频道，2009年12月22日發佈第一支影片。
他曾在接受报章专访时表示，当时他沉迷网络游戏，并且经常录制游戏中的趣事与秘技發佈到YouTube与人分享，同时也在游戏内贩售游戏币、角色装备等，这些影片也成为网民信任他的原因之一。之後后转行为全职YouTuber。
他以分享心得的影片成名，其一些早期的影片曾经引起网民热议。
目前他大部分作品都是生活类视频，他也频繁参与其他YouTubers的视频和网络微电影的演出。此外，他与各界人士在视频作品中也有合作，其中包括歌手黄若熙的翻唱MV。
他经常被友人调侃为男同性恋（尤其在林大咏的《〈四条棍〉伪电影预告》中，恶搞的电影公司“我给影视”配上林尚进的照片，影射林尚进是“给”，即同Gay谐音；在其他YouTubers的影片里，林大咏也经常说“尚进‘给’的”，让部分观众误会林尚进是男同性恋），部分网友信以为真，但是他作出解释，已表明自己并不是男同性恋。

## 争议
2019年4月，林尚进公开与张秋雯交往。他用6万令吉为女友举办了一场盛大的生日派对，引起了网络热议，最终两人于2021年1月6日公开宣布分手。2021年2月2日，林尚进在YouTube上发布了标题为《男生如何舒服的恋爱》的影片，影片中的他分享了自己的爱情观念，由于他刚刚不久前分手，此影片引起了大批网友炮轰。
2021年6月18日，林尚进因被指涉嫌非礼杨宝贝而被警方逮捕，同一天他获得保释外出。他在事后称本身并没有犯法，因此不担心受到法律对付。其代表律师杨锦成向《中国报》指其当事人正考虑再针对杨宝贝做另一份投报，杨锦成说，虽然林尚进已获释，但警方仍会继续调查此案，若有必要，警方也会再次传召他到警局录口供。

## 演出

### 微电影
| 年份   | 片名                     | 导演   | 编剧           |
| ------ | ------------------------ | ------ | -------------- |
| 2016年 | 《中学那一年》           | 林大咏 | 林大咏 邱敦清  |
| 2018年 | 《17岁后的我们》         | 林大咏 | 林大咏         |
| 2018年 | 《喜欢她，却不敢开口？》 | 林大咏 | 林大咏         |
| 2022年 | 《一家团圆》             | 龚美富 | 黄郁钦、林承鸿 |

### 电影
| 年份   | 片名           | 导演   | 编剧   |
| ------ | -------------- | ------ | ------ |
| 2020年 | 《新年泰疯狂》 | 戴敏非 | 李勇昌 |

### 网络剧
| 年份   | 片名           | 角色       | 导演   | 编剧   | 性质 |
| ------ | -------------- | ---------- | ------ | ------ | ---- |
| 2021年 | 《月老便利店》 | 爱神丘比特 | 陈立谦 | 陈志康 | 客串 |

## 音乐作品
| 年份   | 歌曲                          | 作词   | 作曲   |
| ------ | ----------------------------- | ------ | ------ |
| 2018年 | 小姑娘 （页面存档备份，存于） | 林尚进 | 刘汉杰 |
| 2019年 | 不公开 （页面存档备份，存于） | 林尚进 | 刘汉杰 |